# Seifert (album Atom String Quartet)
Seifert – trzeci (nie uwzględniając kooperacji) album studyjny Atom String Quartet, wydany 27 maja 2017 przez Fundację im. Zbigniewa Seiferta (nr katalogu CD-FZS-1). Płyta jest drugą nagraną przez zespół w Europejskim Centrum Muzyki im. Krzysztofa Pendereckiego w Lusławicach i pierwszą monografią. Zawiera utwory wirtuoza, polskiego skrzypka jazzowego - Zbigniewa Seiferta oraz zainspirowaną mistrzem jedną kompozycję Dawida Lubowicza, opracowane przez muzyków kwartetu. Album uzyskał nominację do nagrody Fryderyk 2018.

## Lista utworów
| Nr  | Tytuł utworu                                       | Muzyka           | Długość |
| --- | -------------------------------------------------- | ---------------- | ------- |
| 1.  | „Quasimodo”                                        | Zbigniew Seifert | 4:42    |
| 2.  | „Way to Oasis”                                     | Zbigniew Seifert | 4:03    |
| 3.  | „Love in the Garden”                               | Zbigniew Seifert | 3:08    |
| 4.  | „Kilimanjaro”                                      | Zbigniew Seifert | 4:57    |
| 5.  | „Stillnes” (Michał Zaborski, Krzysztof Lenczowski) | Zbigniew Seifert | 4:13    |
| 6.  | „Turbuleny Plover”                                 | Zbigniew Seifert | 5:46    |
| 7.  | „Evening Psalm” (Mateusz Smoczyński)               | Zbigniew Seifert | 2:38    |
| 8.  | „Where Are You From”                               | Zbigniew Seifert | 4:38    |
| 9.  | „Inspirational Psalm” (Dawid Lubowicz)             | Dawid Lubowicz   | 3:38    |
| 10. | „On the Farm”                                      | Zbigniew Seifert | 7:08    |
| 11. | „Song for Christopher”                             | Zbigniew Seifert | 8:15    |
|     |                                                    |                  | 53:06   |

## Twórcy
- Dawid Lubowicz, Mateusz Smoczyński - skrzypce
- Krzysztof Lenczowski - wiolonczela
- Michał Zaborski - altówka
- Piotr Taraszkiewicz - nagranie, miks